# Форсаж 9: Нестримна сага
«Форсаж 9: Нестримна сага» (англ. Fast & Furious 9) — американське Сімейне кіно режисера Джастіна Ліна, знятий за сценарієм Деніела Кейсі. Це дев'ятий епізод у серії фільмів «Форсаж». У фільмі виконують ролі Він Дізель, Мішель Родрігес, Джордана Брюстер, Тайріз Гібсон, Ludacris, Наталі Еммануель, Джон Сіна, Гелен Міррен і Шарліз Терон. Спочатку прокат фільму був запланований на 22 травня 2020 року компанією Universal Pictures, але був відкладений на 25 червня 2021 рік через пандемію коронавірусу.

## У ролях
| Актор               | Роль            |
| ------------------- | --------------- |
| Він Дізель          | Домінік Торетто |
| Мішель Родрігес     | Летті Ортіс     |
| Джордана Брюстер    | Мія Торетто     |
| Тайріз Гібсон       | Роман Пірс      |
| Ludacris            | Тей Паркер      |
| Наталі Еммануель    | Рамзі           |
| Гелен Міррен        | Магдалена Шоу   |
| Курт Рассел         | містер Ніхто    |
| Шарліз Терон        | Сайфер          |
| Майкл Рукер         | Бадді           |
| Джон Сіна Фінн Коул | Джейкоб Торетто |
| Санґ Канґ           | Хан Лю          |
| Cardi B             | Лейса           |
| Лукас Блек          | Шон Босуелл     |
| Дон Омар            | Ріко Сантос     |
| Шей Віґем           | агент Стасяк    |
| Джейсон Стейтем     | Декард Шоу      |

## Виробництво

### Створення
13 листопада 2014 року голова Universal Pictures Донна Ленглі сказала «The Hollywood Reporter», що після стрічки «Форсаж 7» (2015) у франшизі буде щонайменше ще три фільми. У лютому 2016 року Він Дізель оголосив перші дати випуску дев'ятого і десятого фільмів, де дев'ятий фільм планувалось випустити 19 квітня 2019 року. Після того було оголошено, що за персонажами Двейна Джонсона та Джейсона Стейтема знімуть спін-офф, тому дата виходу дев'ятого фільму була відсунута на 10 квітня 2020 року.
У квітні 2017 року Дізель і Джонсон підтвердили своє повернення. 25 жовтня 2017 року Дізель показав у прямому ефірі на Facebook, що Джастін Лін, режисер фільмів від «Потрійний форсаж: Токійський дрифт» (2006) до «Форсаж 6» (2013), актриса Джордана Брюстер, яка зображала Мію Торетто в п'яти частинах франшизи повертаються в дев'ятий і десятий фільми. 4 квітня 2018 року Джонсон заявив, що він не впевнений, що буде зніматися в дев'ятому фільмі через зайнятість у спін-оффі. У січні 2019 року він підтвердив, що не буде з'являтися в цій частині.
У травні 2018 року Деніел Кейсі був найнятий для написання сценарію, Морган пішов у зв'язку з роботою над спін-оффом «Гоббс і Шоу». Мішель Родрігес також підтвердила свою роль. У лютому 2019 року компанія Universal Pictures оголосила, що вона відкладає фільм на шість тижнів, це змінило дату виходу з квітня 2020 року на травень 2020 року. Повідомлялося, що затримка була пов'язана з тим, що фільм не може конкурувати з стрічкою «Бонд 25» Metro-Goldwyn-Mayer, дата релізу якого 8 квітня 2020 року.
У червні 2019 року Джон Сіна офіційно приєднався до акторського складу після першого оголошення Дізеля про це в квітні. У липні 2019 року до фільму приєдналися Фінн Коул, Анна Савай і Вінні Беннетт. У тому ж місяці було оголошено, що Гелен Міррен і Шарліз Терон виконають свої ролі знову.

### Зйомки
Дія фільму відбувається по всьому світу — від Лондона до Токіо, від Центральної Америки до Единбурга, від секретного бункера в Азербайджані до гучних вулиць Тбілісі.
Основні зйомки розпочалися 24 червня 2019 року в Leavesden Studios в Гартфордширі, Англія. Очікується, що зйомки відбудуться в Лос-Анджелесі та Лондоні, а також вперше в Таїланді: на Крабі, Пхангані та Пхукеті.